# Touahria
Touahria (em árabe: الطواھيرية) é uma cidade e comuna localizada na província de Mostaganem, Argélia. De acordo com o censo de 2008, a população total da cidade era de 7 593 habitantes.